# Кулемі (Північна Кароліна)
Кулемі (англ. Cooleemee) — місто (англ. town) в США, в окрузі Деві штату Північна Кароліна. Населення — 940 осіб (2020).

## Географія
Кулемі розташоване за координатами 35°48′40″ пн. ш. 80°33′25″ зх. д. / 35.81111° пн. ш. 80.55694° зх. д. (35.811245, -80.556923).  За даними Бюро перепису населення США в 2010 році місто мало площу 2,01 км², з яких 1,96 км² — суходіл та 0,05 км² — водойми.

## Демографія
Згідно з переписом 2010 року, у місті мешкало 960 осіб у 372 домогосподарствах у складі 254 родин. Густота населення становила 478 осіб/км².  Було 461 помешкання (230/км²).
Расовий склад населення:
| - 81,3 % — білих - 8,3 % — чорних або афроамериканців - 0,8 % — корінних американців - 0,2 % — азіатів - 6,0 % — осіб інших рас |

До двох чи більше рас належало 3,3 %. Частка іспаномовних становила 7,7 % від усіх жителів.
За віковим діапазоном населення розподілялося таким чином: 26,0 % — особи молодші 18 років, 59,2 % — особи у віці 18—64 років, 14,8 % — особи у віці 65 років та старші. Медіана віку мешканця становила 39,5 року. На 100 осіб жіночої статі у місті припадало 90,1 чоловіків;  на 100 жінок у віці від 18 років та старших — 87,8 чоловіків також старших 18 років.
Середній дохід на одне домашнє господарство  становив 39 433 долари США (медіана — 34 125), а середній дохід на одну сім'ю — 44 266 доларів (медіана — 41 750). За межею бідності перебувало 21,8 % осіб, у тому числі 38,5 % дітей у віці до 18 років та 20,4 % осіб у віці 65 років та старших.
Цивільне працевлаштоване населення становило 326 осіб. Основні галузі зайнятості: виробництво — 24,5 %, роздрібна торгівля — 20,9 %, освіта, охорона здоров'я та соціальна допомога — 13,2 %, науковці, спеціалісти, менеджери — 11,7 %.